# Westpapuasprachen
Die Westpapuasprachen werden in Westneuguinea und auf den Molukken (Indonesien) gesprochen. Sie gehören zu den Papuasprachen. Die Sprachfamilie umfasst 27 Sprachen. 

## Ausdehnung
Das Verbreitungsgebiet der Westpapuasprachen umfasst die Halmaherainseln und den größten Teil der Vogelkophalbinsel Neuguineas. Die zahlenmäßig am stärksten Sprachen sind Tidore (auf der Insel Tidore und Umgebung) mit 26.000 Sprechern, Tobelo mit 24.000 Sprechern und Galela mit 22.000 Sprechern.

## Belege
- Harald Haarmann: Kleines Lexikon der Sprachen. München: Beck, 2001. ISBN 3-406-47558-2.